# Мангака
Мангака (漫画家?) e японската дума за художник, автор на комикси или аниматор. Извън Япония, мангата обикновено се отнася за японските комикси, а мангака се отнася до автора на мангата, който обикновено е японец. Към 2006 г. около 3000 професионални мангака са работили в Япония.
Някои художници могат да учат за няколко години в един арт колеж, манга училище, или да бъдат взети на стаж от друг мангака, преди да влезе в света на мангата като професионален художник. Все пак, има някои, които започват в това начинание, без да са били помощници, като към Конкурси, чрез различните списания. Например, Naoko Takeuchi, автор на Sailor Moon, който печели такъв конкурс, спонсориран от Kodansha и Осаму Тезука, създател на Astro Boy започнал, без да бъде помощник.
Мангата бавно ще им донесе известност чрез признаване на тяхната способност, когато искрата на интереса на различни институции, физически лица или на манга потребителите. Например, има различни конкурси, които потенциално могат да влязат мангака, спонсориран от някои от водещите редактори на манга и издатели в областта. Те са признати и за броя на мангата, които пускат за определено време.

## Етимология
Думите могат да бъдат разделени на две части: манга и КА. (漫画家) мангата съответства на носителя на изкуството, на употребата на художника: комикси, или японски комикси, в зависимост от това как то се употребява в или извън Япония.
Ка (家) наставката предполага известна степен на експертен опит и традиционно авторство. Например, този срок няма да се прилага за един писател да създаде история, която след това се предава на манга художник за рисуване. Японският термин за такъв писател на комикси е генсаку-ша. Терминът геджутсука е също често използван за манга-Ка. Изразът означава „артист“ в буквалнен превод.

## Редактор
Редакторите помагат и подкрепят мангаките, като се гарантира, че мангата се произвеждат в един ритъм и дори че сроковете са спазени. Редакторът може да направи малко за управлението на изявите на мангаката. Той или тя често правят коментар относно оформлението на манга панелите, изкуството, и се уверяват, че мангата става по фирмените стандарти.
Редакторите всъщност са основни за редактирането и предложенията на историята на самата манга. Влиянието на редактора може да варира от манга за манга и проект за проект, както мангаката и компанията позволяват. По принцип редакторът е считан за бос на мангаката и наблюдава по-голямата част от продукцията, за да се увери, че протича гладко.
Освен това, в случаите, когато мангаката не може да контролира аниме характер и дизайни действие фигура, редакторът често контролира тези неща, на вместо самия мангака.

## Асистенти
Много мангаки имат асистенти, които да им помагат с техните произведения на изкуството. Задълженията на сътрудника се различават значително, а някои мангаки само скицират най-основните за манга неща и имат многобройни сътрудници, които да попълват всички останали детайли, докато други използват асистенти само за конкретни неща (Го Нагай, например, нае асистент специално да изготвя хеликоптери и други военни превозни средства). Други мангаки не разчитат на сътрудници и предпочитат да направят всичко сами, макар и да отговарят на строги асистентни сроковете, които обикновено са необходими. Например групата CLAMP, за да разделя функциите между своите членове, но там не се използват допълнителни помощници.
Най-често асистентите са отговорни за произхода и цветовите тонове на мангата, а ако мангаката реши, и мастилата на главните герои. Въпреки че те често са заети да помогат с изкуството, сътрудниците почти никога не помагат на мангаката с парцел от мангата, след тях има „отзвук“ за идеи. Най-пълноценно мангака започва като асистент, като Miwa Ueda да Naoko Takeuchi, Leiji Мацумото да Осаму Тезука, Каору Shintani да Leiji Мацумото и много други. Но също така е възможно и за един асистент да прекара цялата си кариера като такъв, без да прави скок, да бъде сами по себе си мангака.

## Инструменти
Мангаките използват различни писалки и моливи за изготвянето на манга страниците, на „имената“ (необработените проекти), както и ръкописите. Други инструменти за рисуване се използват като четки за рисуване за някои ефекти като кръв и вода. Маркерите също са важни в тонизирането и такива ефекти.
Традиционният инструмент за рисуване е писалка-перо, някои мангаки употребат Кабура писалки, но писалка „Г“ е най-често използваният бокс перо сред професионалистите в Япония и може би извън Япония. Различните химикалки и маркери са необходими за тонизиране и ефектите, необходими за мангата.
В други страни, манга студиото често се използва, вместо да се използват традиционните инструменти по „старомодния начин“, в който програмата предлага дигитални инструменти, които отговарят на традиционните инструменти, като по този начин отговарят на нуждите за създаване на манга. Въпреки това някои артисти предпочитат използването на действителните традиционни инструменти вместо цифрови произведения на изкуството, като това често се счита за по-трудно да се ползва писалка таблетка и по-малко проблеми с ръка привличането на мангата.
Все пак програми като Photoshop и манга Студио понякога (или може би често), използван при сканиране на действителните съставен манга страници, за да се „чисти“ или „довършва“ работа, която изисква малко повече редактиране.